# Enicospilus bimaculator
Enicospilus bimaculator là một loài tò vò trong họ Ichneumonidae.